# Howard Alden
Pour les articles homonymes, voir Alden.
Howard Alden est un guitariste américain, né à Newport Beach (Californie), le 17 octobre 1958.

## Biographie
En 1968, déjà influencé par Barney Kessel, Charlie Christian, George Van Eps, mais aussi par l'écoute des orchestres middle jazz, il commence à jouer, passant du jazz traditionnel, moderne ou mainstream.
À partir de 1979, sur la côte est des États-Unis, il joue avec Red Norvo (sans enregistrer), Joe Bushkin, Ruby Braff, Joe Williams, Warren Vaché, Woody Herman, Kenny Davern, Flip Phillips, Benny Carter.), il forme un trio à effectif variable, et d'autres combos, en particulier avec le tromboniste Dan Barrett. Il enregistre sous son nom depuis 1985.
Il est l'interprète des titres de la bande originale du film Sweet and lowdown (« Accords et désaccords ») réalisé par Woody Allen, qui relate la vie d'un guitariste de jazz imaginaire des années 1930, Emmet Ray, incarné par Sean Penn.

## Discographie
- No amps allowed
- Swing Street
- Swinging into prominence
- Plays the music of Harry Reser
- Just the two of us
- The Howard Alden Trio
- The A.B.Q. salutes Buck Clayton
- Snowy morning blues
- Stretchin' out
- 13 strings
- Trio: Misterioso
- A good likeness
- Seven and seven
- A Concord Jazz Christmas
- Fujitsu Concord Jazz Festival (Silver Anniversary set)
- Your story - The music of Bill Evans
- Encore !
- Full circle
- Concord Jazz guitar collective
- Take your pick
- Sweet and lowdown (« Accords et désaccords ») (musique du film de Woody Allen)
- Melody in swing
- Reunion with Al Jenkins
- My shining hour
- In a mellow tone